# Tanéné
Tanéné är en ort i Guinea.   Den ligger i prefekturen Boke Prefecture och regionen Boke Region, i den västra delen av landet, 180 km norr om huvudstaden Conakry. Tanéné ligger 52 meter över havet och antalet invånare är 33 824.
Terrängen runt Tanéné är huvudsakligen platt, men österut är den kuperad. Runt Tanéné är det ganska glesbefolkat, med 38 invånare per kvadratkilometer. Tanéné är det största samhället i trakten. I omgivningarna runt Tanéné växer huvudsakligen savannskog.